# Forza Horizon 4
Forza Horizon 4 je závodní videohra s otevřeným světem na Xbox One a na Microsoft Windows. Hru vytvořilo studio Playground Games a byla vydána společností Microsoft dne 2. října 2018. Hra se odehrává ve Velké Británii. Jedná se o čtvrtou část Forza Horizon série. Každý týden se ve hře mění roční období a každý měsíc je nová sezóna, v níž se představí nové automobily, challenge apod. Hra má 3 edice: Standard Edition, Deluxe Edition a Ultimate Edition.

## Hratelnost
Forza Horizon 4 je závodní videohra v otevřeném světě ve smyšlené Velké Británii. Regiony zahrnují mimo jiné kondenzované reprezentace Edinburghu, Lake District (včetně Derwentwater) a Cotswolds (včetně Broadway) obsahuje více než 450 licencovaných aut. Hra obsahuje tvůrce tras, který umožňuje hráčům vytvářet své vlastní závody. Hra se odehrává v synchronizovaném světě, každý server podporuje až 72 hráčů. Tuto hru lze také hrát v režimu offline. Hra také obsahuje možnost koupě vlastních domů a mnoho DLC doplňků jako například Lego Speed Champion (v něm se hráč dostane do údolí Lega, kde staví auta a různé další vychytávky) či DLC Ostrov pokladů. Forza také nabízí tzv. Wheelspins – ten hráč dostane, splní-li danou výzvu nebo dosáhne-li nového levelu. Je také možné získat oblečení, auta, kredity, klaksony a tanečky. Ve hře se platí stejně jako v předchozích verzí Forzy kredity.
Ve hře je také možnost si zahrát battle royale mód (Eliminátor), v němž hráč jezdí s autem a hledá Car Dropy, z nichž mu vypadávají auta různého levelu (od 1 až po 10). Mód spočívá v tom, že zatroubením na protihráče hráč spustí duel a na mapě se mu ukáže bod, kam oba automobily musí dojet. Kdo dojede na místo jako první, vyhrál. Výherce tohoto duelu si poté zároveň může vzít buď jeho vozidlo, nebo o třídu vyšší vozidlo než je jeho. Nakonec, když zůstane na serveru 10–15 lidí, se spustí konečný závod, v němž všichni hráči na serveru musí jet k danému bodu uvedenému na mapě. Opět platí, že kdo dojede jako první, vyhrál.